# Slatina (Morávia do Sul)
Slatina é uma comuna checa localizada na região de Morávia do Sul, distrito de Znojmo.